# El Huizachal, Hidalgo
El Huizachal är en ort i Mexiko.   Den ligger i kommunen Chapantongo och delstaten Hidalgo, i den sydöstra delen av landet, 100 km norr om huvudstaden Mexico City. El Huizachal ligger 2 146 meter över havet och antalet invånare är 429.
Terrängen runt El Huizachal är kuperad österut, men västerut är den platt. Runt El Huizachal är det ganska tätbefolkat, med 72 invånare per kvadratkilometer. Närmaste större samhälle är Tezontepec de Aldama, 16,6 km sydost om El Huizachal. I omgivningarna runt El Huizachal växer huvudsakligen savannskog.